# Эшпозенди (район)
Эшпозенде (порт. Esposende) — район (фрегезия) в Португалии, входит в округ Брага. Является составной частью муниципалитета Эшпозенди. По старому административному делению входил в провинцию Минью. Входит в экономико-статистический субрегион Каваду, который входит в Северный регион. Население составляет 3 471 человек на 2001 год. Занимает площадь 1,85 км².
Покровителем района считается Дева Мария (порт. Santa Maria dos Anjos).